# Castello Ammersoyen

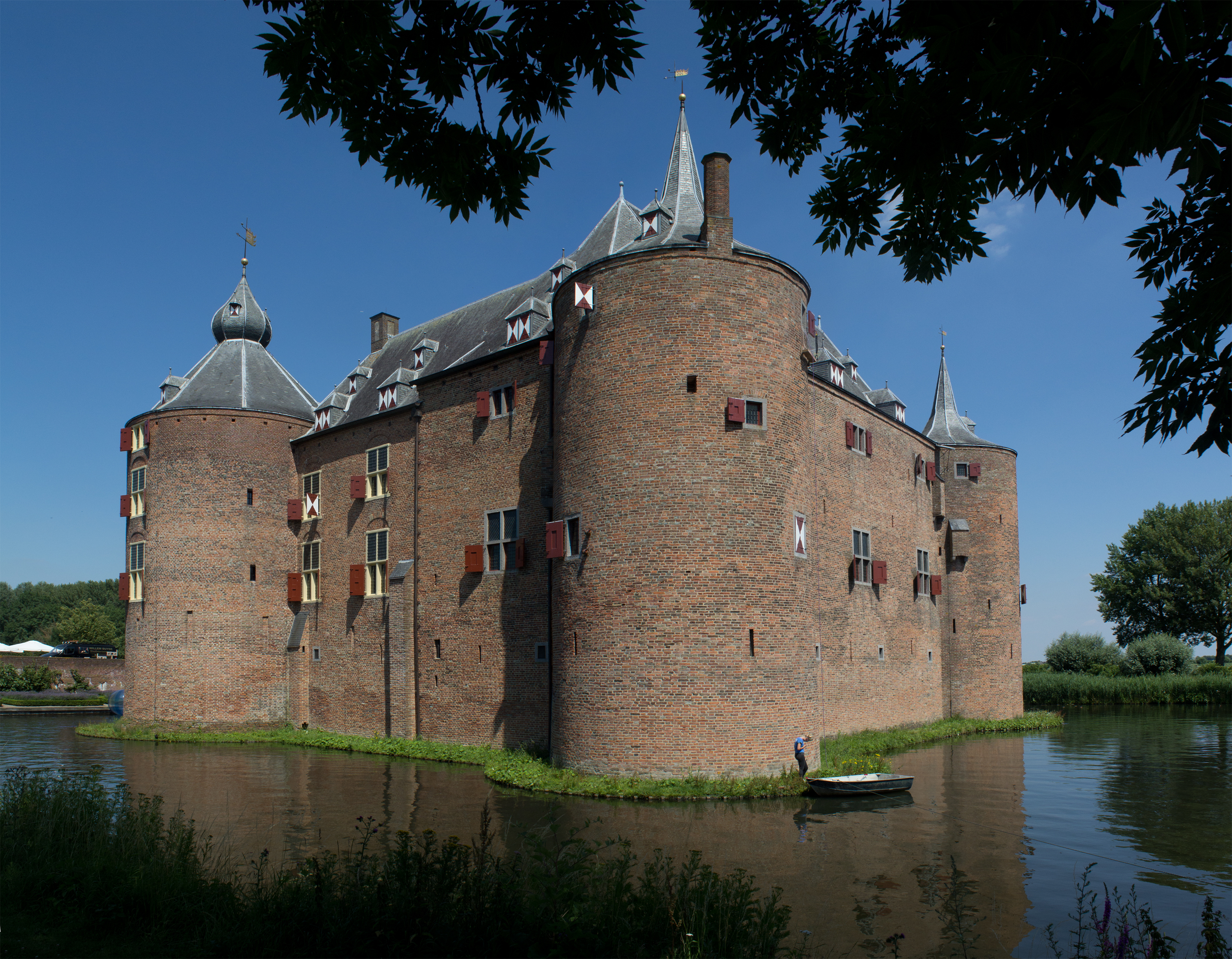
Ammerzoden: il castello Ammersoyen

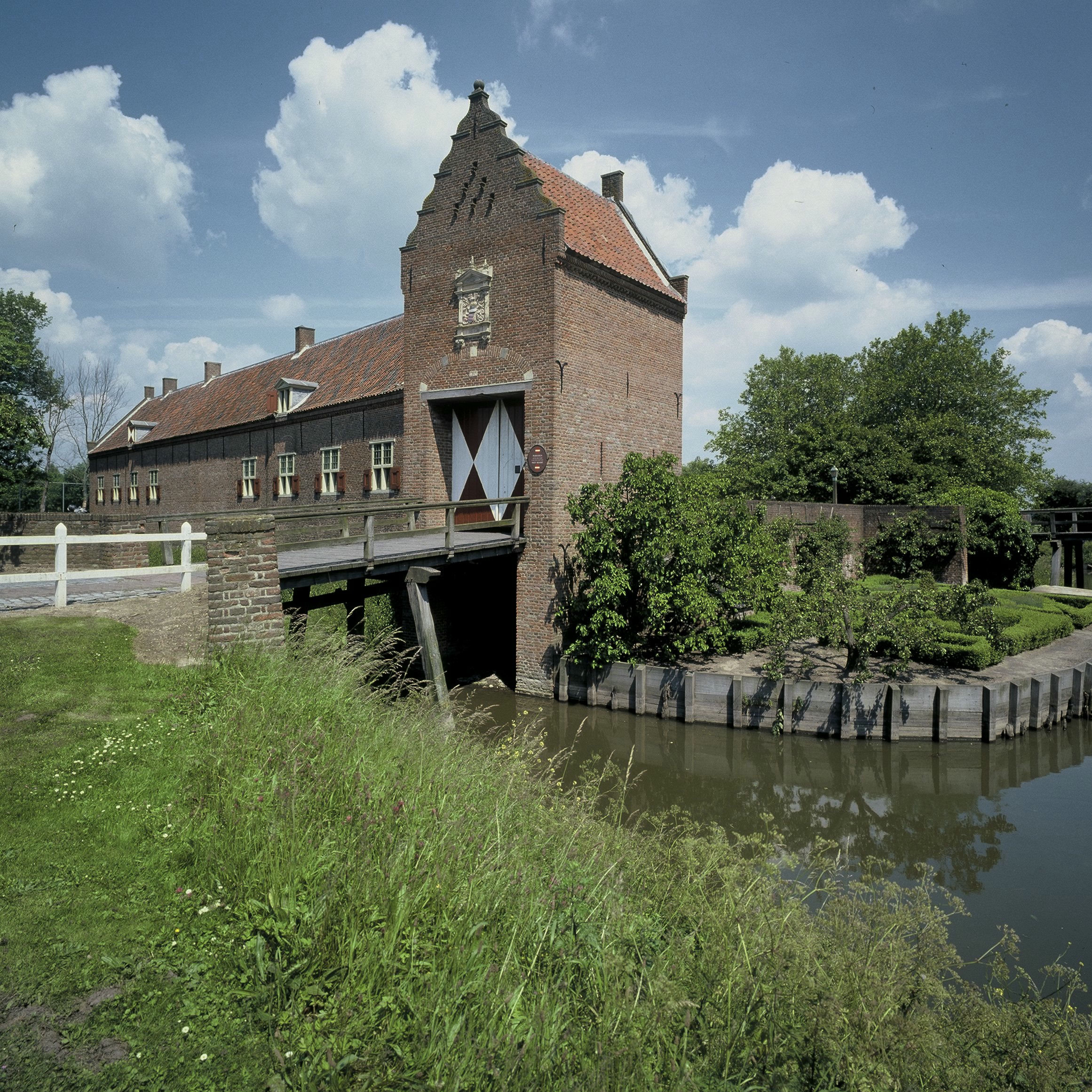
Un'ala del castello

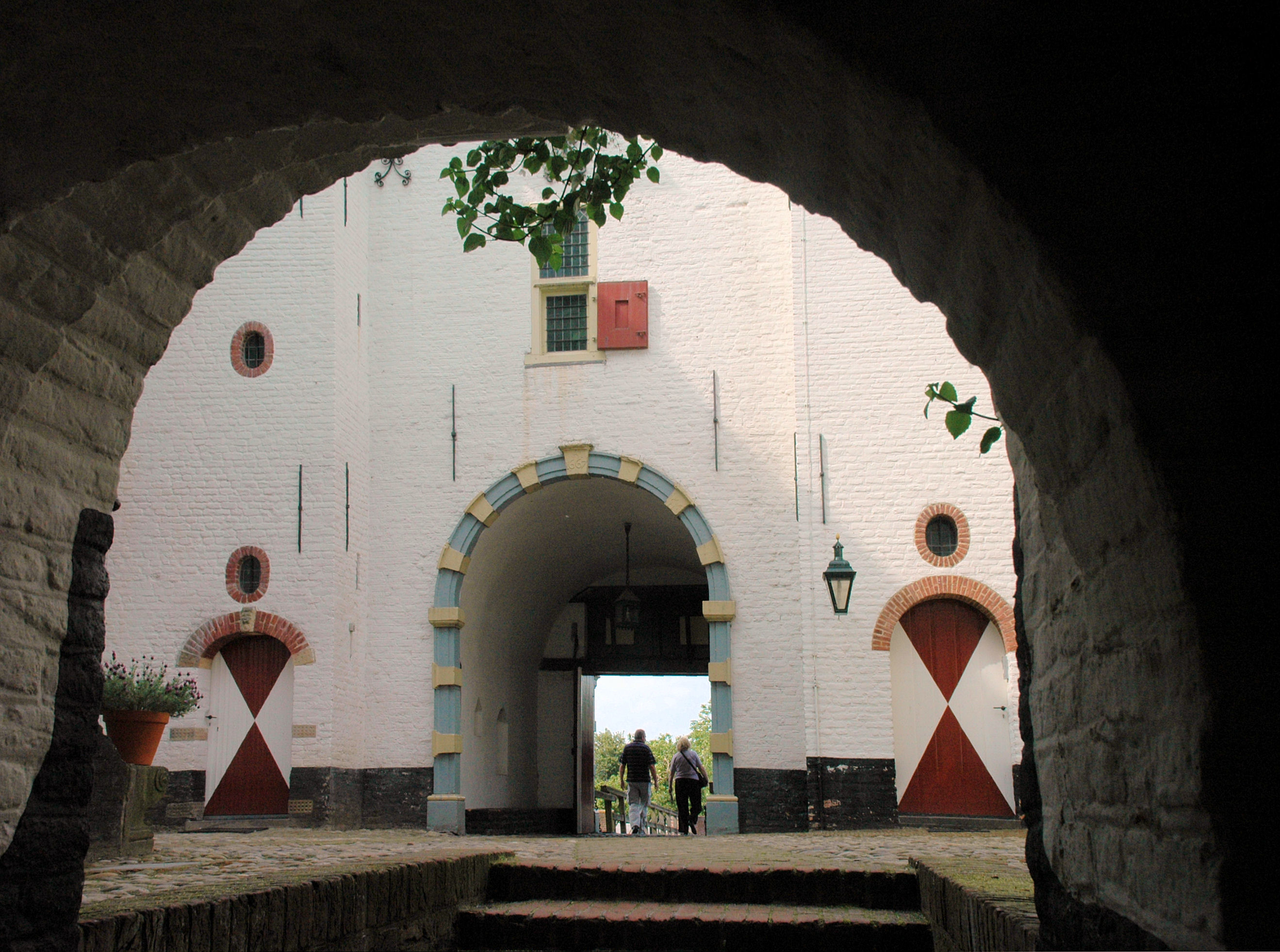
L'ala interna del castello

Il castello Ammersoyen (in olandese: Kasteel Ammersoyen) è uno storico edificio della cittadina olandese di Ammerzoden (comune di Maasdriel) , nella provincia della Gheldria, costruito a partire dalla metà del XIV secolo Fu la residenza delle famiglie Van Herlaer e Van Arkel e alla fine del XIX secolo fu adibito a convento.
L'edificio è classificato come rijksmonument nr. 8104.

## Descrizione
L'edificio, situato lungo il fiume Mosa, si presenta come un tipico castello sull'acqua dalla forma quadrangolare e dalle facciate della lunghezza di circa 25 metri.

## Storia
L'edificio fatto costruire intorno al 1350, fu probabilmente un certo Dirk van Herlaer.
Nel 1384, il castello divenne di proprietà di Arnd van Hoemen..
Nel 1386, la famiglia Van Herlaer perse il castello, che divenne di proprietà del duca di Gheldria. In seguito passò al figlio illegittimo di quest'ultimo, che lo cedette a Johan van Broekhugen.
Nel 1590, il castello sarebbe stato, a quanto si dice, gravemente danneggiato da un incendio, incendio che avrebbe causato in seguito anche la morte di Joris van Arkel, signore di Ammersoyen. Questo fatto non è però storicamente provato ed è legato ad una leggenda (v. sotto).
A causa della mancanza di fondi l'opera di restauro poté essere intrapresa dalla famiglia Van Arkel soltanto nel corso del XVII secolo.
Nel 1672, Thomas van Arkel pagò ai Francesi, che avevano invaso i Paesi Bassi e dato alle fiamme numerosi castelli, la cifra di 7.000 fiorini, affinché risparmiassero il castello Ammersoyen.
|  |

Nel 1873, il castello divenne di proprietà della Chiesa e fu trasmormato in un convento che ospità l'ordine monastico delle Clarisse.
Nel corso della seconda guerra mondiale, segnatamente tra il 1944 e il 1945, il castello, situato proprio lungo il confine tra la zona meridionale dei Paesi Bassi, già liberata dall'occupazione tedesca, e la zona settentrionale dei Paesi Bassi, ancora occupata, dovette resistere alle granate delle truppe alleate.
Nel 1957, il castello divenne di proprietà dello Stato, che lo fece restaurare, riportandolo allo stato originale.

## Leggenda
Al castello Ammersoyen è legata una leggenda che riguarda la figlia di Joris van Arkel e della moglie Anna van Lokhorst.
La leggenda racconta che quest'ultima si innamorò di uomo di basso rango e per questo fu costretta dai genitori, che non lo consideravano un buon partito, ad entrare in convento.
Nella notte che doveva precedere l'ingresso della giovane in convento, venne data una festa nel castello con molti invitati. Il suo innamorato decise di liberare la ragazza appiccando un incendio, allo scopo di far defluire le persone presenti.
L'incendio però si propagò in modo tale da provocare la distruzione del castello e - nel tentativo di salvare quanto possibile - gravi ferite a Joris van Arke, ferite che lo portarono in seguito alla morte.